# Отаві
Отаві (англ. Otavi) - невелике місто в північній частині Намібії, входить до складу області Очосондьюпа. Адміністративний центр однойменного округу.

## Історія
1 липня 1915 року в околицях Отаві відбулася Битва біля Отаві між частинами німецької армії і військами Південно-Африканського Союзу, що закінчилося поразкою німців.

## Географія
Місто знаходиться в північно-західній частині області, на відстані приблизно 317 кілометрів на північний північний схід (NNE) від столиці країни Віндгука. Абсолютна висота - 1412 метрів над рівнем моря .

## Населення
За даними офіційного перепису 1991 року чисельність населення становила 3506 осіб .
Динаміка чисельності населення міста по роках:
| 1991 | 2013 |
| ---- | ---- |
| 3506 | 5016 |

## Економіка і транспорт
Основу економіки становить сільськогосподарське виробництво. Основною культурою оброблюваної в околицях міста є африканське просо .

В Отаві розташована станція Транснамібійської залізниці. Також через місто проходить Натіональштрассе B1.